# Iman Issa
Iman Issa (àrab: إيمان عيسى, Īmān ʿĪsà) (el Caire, 1979) és una artista egípcia pluridisciplinària, guanyadora de la primera edició del Premi Fundació Han Nefkens MACBA.

## Biografia
Issa viu i treballa al Caire i a Nova York. Recentment ha participat en les exposicions col·lectives o individuals The Ungovernables (New Museum, Nova York, 2012), Seeing is Believing (KW, Berlín, 2011), Material, Rodeo (Istanbul, 2011), Short Stories (Sculpture Center, Nova York, 2011) i Propaganda by Monuments (Contemporary Image Collective, El Caire, 2011).
El seu treball en vídeo s'ha pogut veure en diversos espais com ara Transmediale (Berlín), Tate Modern (Londres), Spacex (Exeter), Open Eye Gallery (Liverpool) i Bidoun Artists Cinema, Art Dubai (Dubai).

## Projectes destacats
- Heritage Studies és una sèrie en curs, iniciada el 2015, que observa les obres d'art, objectes i estructures del passat, en un intent de comprendre la seva rellevància per al present i possiblement per al futur. Es compon de diversos dispositius originals, cadascun dels quals es fonamenta en un objecte de museu existent, una obra d'art o un element. Cada dispositiu s'acompanya d'una llegenda que n'identifica la font. Les fonts abasten diferents regions i llegats culturals, però totes pertanyen al passat, de vegades molt llunyà i que es remunta milers d'anys enrere. El terme Heritage Studies s'empra en la mesura que significa un retorn al passat, però amb l'objectiu d'un fi pràctic per al present i el futur.[2]